# 루마니아의 왕위 계승 순위
루마니아 왕국은 1947년 소련에 의해서 루마니아 인민 공화국이 탄생하면서 왕정이 몰락한다. 그러나 루마니아의 마지막 왕인 미하이 1세가 명목 상의 루마니아의 왕으로 남아있다. 그에게는 아들이 없어서 살리카 법을 폐지하고 공주도 이를 이을 수 있도록 수정했는데 가문의 일부가 이에 반발하여 결국 그의 사후 두 계열로 분열될 예정이며, 미하이 1세는 가문의 이름을 로므니아로 개칭했다.

## 장자 상속 계열 왕위 계승 순위
1. 루마니아 공주 엘레나 (1950년), 미하이 1세의 딸.
2. 엘리자베타 카리나 데 메드포드밀스 (1989년), 루마니아 공주 엘레나의 딸.
3. 루마니아 공주 소피아 (1957년), 미하이 1세의 딸.
4. 옐리자베타 마리아 데 로펜보르 (1999년), 루마니아 공주 소피아의 딸.
5. 루마니아 공주 마리아 (1964년), 미하이 1세의 딸.

2014년 10월 29일, 셋째 딸 이리나 및 그녀의 후손의 왕실 구성원 지위와 왕위 계승 자격은 박탈되었다. 이는 2013년 8월, 이리나 부부가 거주하는 미국 오리건주에서 불법 도박장 운영에 연루된 것이 적발되어 2014년 10월에 3년의 보호관찰을 선고받았기 때문이다.

## 살리카 계열 왕위 계승 순위
1. 알렉산더 폰 호엔촐레른지그마링겐 (1987년), 카를 프리드리히 폰 호엔촐레른지그마링겐의 아들.
2. 알브레히트 폰 호엔촐레른지그마링겐 (1954년), 프리드리히 빌헬름 폰 호엔촐레른지그마링겐의 아들.
3. 페르디난트 폰 호엔촐레른지그마링겐 (1960년), 프리드리히 빌헬름 폰 호엔촐레른지그마링겐의 아들.
4. 알로이스 폰 호엔촐레른지그마링겐 (1999년), 페르디난트 폰 호엔촐레른지그마링겐의 아들.
5. 피델리스 폰 호엔촐레른지그마링겐 (2001년), 페르디난트 폰 호엔촐레른지그마링겐의 아들.
6. 카를 크리스티안 폰 호엔촐레른지그마링겐 (1962년), 요한 게오르크 폰 호엔촐레른지그마링겐의 아들.
7. 니콜라스 폰 호엔촐레른지그마링겐 (1999년), 카를 크리스티안 폰 호엔촐레른지그마링겐의 아들.
8. 후베르투스 폰 호엔촐레른지그마링겐 (1966년), 요한 게오르크 폰 호엔촐레른지그마링겐의 아들.
9. 카를 알렉산더 폰 호엔촐레른지그마링겐 (1970년).